# Неонацизм в России

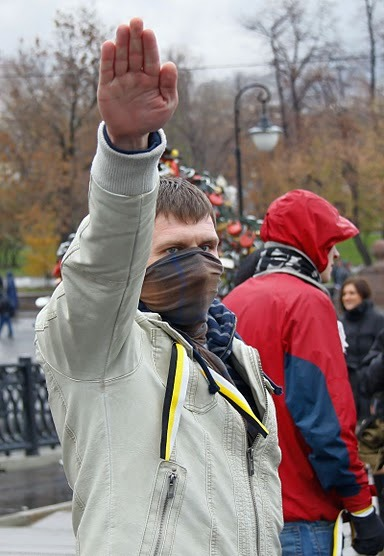
Участник митинга против гей-парадов на Болотной площади в Москве, поднявший руку в нацистском приветствии (30 октября 2010)

Неонацизм в России представлен несколькими организациями и группами. Идеология, как и в неонацизме других стран, включает идею превосходства «белой расы», «арийской расы» и «своего народа»; главными противниками неонацисты считают евреев, другие расы и народы, в особенности иммигрантов. Одним из символов остаётся свастика; другим распространённым символом является её вариация «коловрат».
Деятельность неонацистских организаций и использование нацистской символики в России запрещены федеральными законами.

## История
В идеологии германских нацистов славяне в целом рассматривались как представители «низшей расы», «недочеловеки», результатом чего стала попытка реализации во время Второй мировой войны «Генерального плана Ост», который предусматривал истребление, изгнание или порабощение большинства или всех славян из центральных и восточных регионов Европы (русских, украинцев, поляков и других).
В праворадикальной российской среде распространена идея, что немецкие нацисты не считали славян ниже себя в расовом отношении. Ряд праворадикальных музыкальных групп исполняют песни о том, как «славяне тоже сражались в отрядах СС за чистоту арийской крови», а немцы считали русских своими «белыми братьями», тогда как всё опровергающее это — «вымысел коммунистов». Российский автор Владимир Авдеев (создатель учения «расология» о превосходстве «нордической расы» над другими) писал, что в нацистской Германии якобы не было «оголтелой целенаправленной русофобии» и славян не считали «недочеловеками». Обратное он считал «стереотипами советской и либеральной эпох» и «безграмотной фантазией ангажированных журналистов».

### Советский период
Первые сведения о неонацистских организациях в СССР появились во второй половине 1950-х годов. В части случаев участников привлекала в первую очередь эстетика нацизма (ритуалы, парады, форма, культ красивого тела, архитектура). Другие организации больше интересовались идеологией нацистов, их программой и фигурой Адольфа Гитлера. Становление неонацизма в СССР относится к рубежу 1960—1970-х годов, в этот период нацистские организации ещё предпочитали действовать в подполье.
Современное русское неоязычество сложилось во второй половине или конце 1970-х годов и связано с деятельностью сторонников антисемитизма московского арабиста Валерия Емельянова (неоязыческое имя — Велемир) и бывшего диссидента и неонацистского активиста Алексея Добровольского (неоязыческое имя — Доброслав). В то же время не все направления русского неоязычества (родноверия) связаны с неонацизмом. Исследователи рассматривают неоязычество как комплексное мировоззрение, в основе которого лежит путь личного самосовершенствования. Имеет место акцент на личный опыт и идеи культурного разнообразия. Националистические и плюралистические тенденции могут сосуществовать в одном течении. Но в целом другие формы неоязычества, представленные в основном на западе, значительно более либеральны, чем родноверие.
В 1957 году под влиянием Венгерского восстания (1956) Добровольский создал Русскую национал-социалистическую партию. Был заключён в тюрьму. С 1964 года сотрудничал с Народно-трудовым союзом. 5 декабря 1965 года организовал демонстрацию на Пушкинской площади. В 1968 году проходил по Делу четырёх. В 1969 году Добровольский купил библиотеку и погрузился в историю, эзотерику и парапсихологию. Сотрудничал с Валерием Емельяновым. В 1989 году принимал участие в создании «Московской языческой общины», которую возглавил Александр Белов (Селидор), и утвердил восьмилучевой «коловрат» в качестве символа «возрождающегося язычества». С 1990 года сотрудничал с неоязыческой Русской партией Корчагина. Провёл первый массовый обряд имянаречения, обряда получившего повсеместное распространение в родноверии. Затем удалился в заброшенную деревню Весенёво Кировской области, где жил отшельником и проводил летние праздники Купалы. Руководил «Русским освободительным движением» (РОД).
Валерий Емельянов (языческое имя — Велемир) в 1967 году защитил кандидатскую диссертацию в Высшей партийной школе. Хорошее знание арабского языка и особенности службы позволили Емельянову получить обширные связи в арабском мире, включая самых высокопоставленных лиц. Из этих источников он почерпнул своё понимание «сионизма». Емельянов был автором одного из первых манифестов русского неоязычества — анонимного письма «Критические заметки русского человека о патриотическом журнале „Вече“», обнародованного в 1973 году. После появления заметок журнал в 1974 году был ликвидирован, а его редактор В. Осипов арестован. В 1970-х годах Емельянов написал книгу «Десионизация», впервые опубликованную в 1979 году на арабском языке в Сирии в газете «Аль-Баас» по указанию сирийского президента Хафеза Асада. Тогда же ксерокопированная копия этой книги, якобы выпущенной Организацией освобождения Палестины в Париже, распространялась в Москве. Книга повествует о древней цивилизации «арийцев-венедов» (используются, в частности, идеи из «Велесовой книги», например, «Правь-Явь-Навь»), единственных автохтонов Европы, живших в гармонии с природой и впервые создавших алфавит, но побеждённых евреями-«сионистами», гибридами преступников разных рас, созданными египетскими и месопотамскими жрецами. С тех пор мир обречён на вечную борьбу двух сил — патриотов-националистов и «талмудических сионистов». Мощным орудием в руках «сионизма» служит христианство, по Емельянову, созданное иудеями специально с целью порабощения остальных народов. Иисус у Емельянова был одновременно «обычным иудейским расистом» и «масоном», а князь Владимир Святославич наделялся еврейской кровью. Среди иллюстраций к этой книге были и репродукции картин Константина Васильева на тему борьбу русских богатырей со злыми силами и, прежде всего, картины «Илья Муромец побеждает христианскую чуму», с того времени ставшей популярной у неоязычников. Распространение идей, описанных Емельяновым в книге «Десионизация» и на лекциях в обществе «Знание» в начале 1970-х годов вызвало международный протест, заявленный американским сенатором Джейкобом Джавицем советскому послу в США А. Ф. Добрынину в 1973 году, после чего его лекции были прекращены. Емельянов стал обвинять в «сионизме» широкий круг лиц, включая правящую верхушку во главе с Генеральным секретарём ЦК КПСС Леонидом Брежневым. В 1980 году он пытался распространять копии «Десионизации» среди членов Политбюро ЦК КПСС и в его секретариате. В 1987 году основал «Всемирный антисионистский и антимасонский фронт „Память“» (неоязыческое крыло Общества «Память»).
В 1970 году в СССР в самиздате был распространён текст под названием «Слово Нации». В нём выражалось неприятие либерально-демократических идей, распространённых в то время среди части русских националистов, а в качестве программы провозглашались идеи сильного государства и формирования новой элиты. Для поддержания порядка и борьбы с преступностью авторитарная власть должна опираться на неподсудные никакому праву «народные дружины» (аналог «чёрных сотен»). Автор выдвигал требования борьбы с «ущемлением прав русского народа» и «еврейской монополией в науке и культуре», «биологической дегенерации белой расы» вследствие распространения «демократических космополитических идей», «случайной гибридизацией» рас, призыв к «национальной революции», после которой в стране правящей нацией должны стать «настоящие русские по крови и по духу» и другие. Полная русская версия этого документа была опубликована в эмигрантском журнале «Вече» в 1981 году, где автор писал о возможности превращения США в «орудие для достижения мирового господства чёрной расы» и отмечал особую миссию России по спасению мировой цивилизации. «Слово Нации» было подписано «русскими патриотами». Позднее стало известно, что его автором является А. М. Иванов (Скуратов), один из основателей русского неоязыческого движения, сторонник борьбы против «еврейского христианства». В конце 1971 году также в самиздате был распространён текст под названием «Письмо Солженицыну» за подписью некого Ивана Самолвина. В «Письме» говорилось о связях евреев с масонами и тайном заговоре с целью захвата власти над миром. Октябрьская революция представлена как реализация этих тайных замыслов. Утверждается, что «истинная история» предков русского народа тщательно скрывается от народа. Письмо было написано Валерием Емельяновым, также одним из основателей русского неоязычества. Эти документы оказали существенное влияние на развитие российских расизма и неонацизма.
В советское время основатель движения русского ведизма (направления славянского неоязычества) Виктор Безверхий (Остромысл) почитал Гитлера и Гиммлера и в узком кругу своих учеников пропагандировал расовые и антисемитские теории, призывая к избавлению человечества от «неполноценного потомства», якобы возникающего вследствие межрасовых браков. Таких «неполноценных людей» он называл «ублюдками», относил к ним «жидов, индийцев или цыган и мулатов» и считал, что они мешают обществу достичь социальной справедливости. В возрасте 51 года он принёс клятву «посвятить всю свою жизнь борьбе с иудейством — смертельным врагом человечества». Текст этой клятвы, написанной кровью, был обнаружен у него при обыске в 1988 году. Безверхий разработал теорию «ведизма», согласно которой, в частности: «В случае победы фашизма все народы будут просеяны через сито определения расовой принадлежности, арийцы будут объединены, азиатские, африканские и индейские элементы поставлены на своё место, а мулаты — ликвидированы за ненадобностью». На базе существовавшего с 1986 года неформального «Союза волхвов» Безверхим в июне 1990 года в Ленинграде был основан «Союз Венедов».
Первые публичные манифестации неонацистов в России произошли в 1981 году в Кургане, а затем в Южноуральске, Нижнем Тагиле, Свердловске и Ленинграде.
В 1982 году в день рождения Гитлера группа московских старшеклассников провела нацистскую демонстрацию на Пушкинской площади.

### Постсоветский период

Свастика на логотипе неонацистской организации РНЕ

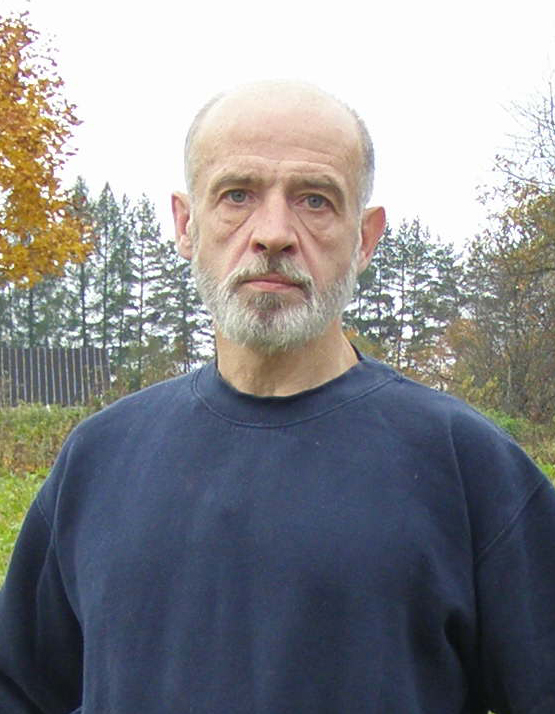
Александр Баркашов, основатель и руководитель РНЕ

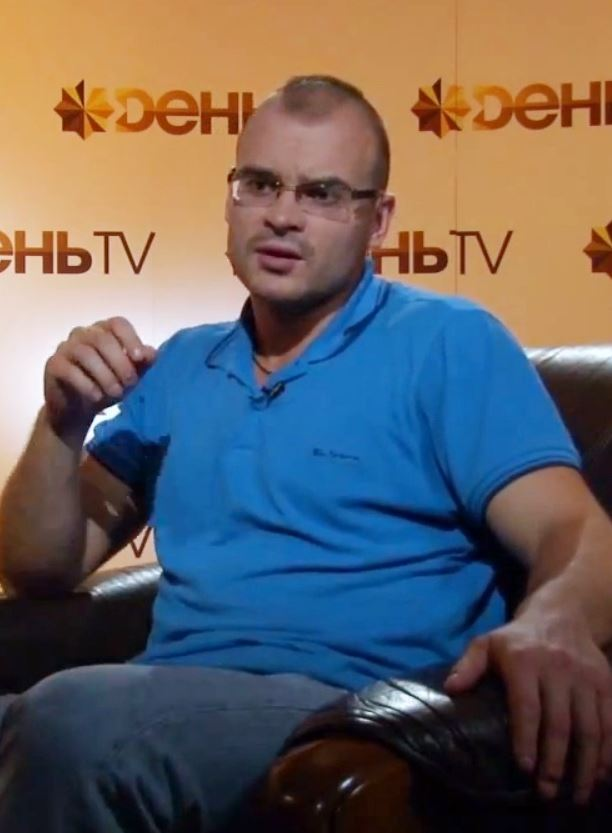
Максим Марцинкевич (Тесак), общественный деятель неонацистской направленности

В 1990-е годы заметным явлением среди правых радикалов неонацистского толка в России стали НС-скинхеды. А. Н. Тарасов считает ключевыми причинами резкого роста движения скинхедов в России развал системы образования и воспитания, а также экономический спад и безработицу во время реформ 1990-х годов. Росту численности скинхедов также способствовала война в Чечне, усилившая неприязнь к выходцам с Кавказа и недостаточная активность правоохранительных органов в борьбе с праворадикальными организациями. По мнению историка В. Н. Шнирельмана, на распространение расизма и «арийской идентичности» среди скинхедов в России также повлияла антикоммунистическая пропаганда и критика интернационализма в период «дикого капитализма» 1990-х годов, когда социал-дарвинизм и «стремление к героическому» способствовали популярности образов «сверхчеловека» и «высшей аристократической расы».
Замалчивание Холокоста в СССР оказало на российское общество, власти и науку крайне негативное влияние, в частности способствовало распространению ультраправой идеологии и созданию неофашистских организаций. Как полагает Илья Альтман, в России это влияние было большим, чем где-либо на постсоветском пространстве в Европе.
Историк Д. В. Шляпентох писал, что, как и в Европе, в России неоязычество толкает некоторых своих приверженцев к антисемитизму. Этот антисемитизм тесно связан с негативным отношением к выходцам из Азии, и данный акцент на расовом факторе может приводить неоязычников к неонацизму. Склонность неоязычников к антисемитизму представляет собой логическое развитие идей неоязычества и подражание нацистам, а также является следствием ряда специфических условий современной российской политики. В отличие от предшествовавших режимов современный российский политический режим, а также идеология среднего класса сочетают поддержку православия с филосемитизмом и позитивным отношением к мусульманам. Эти особенности режима способствовали формированию специфических взглядов неонацистов-неоязычников, которые представленны в значительной мере в среде социально незащищённой и маргинализированной русской молодёжи. По их мнению, власть в России узурпировала клика заговорщиков, включающих иерархов православной церкви, евреев и мусульман. Вопреки внешним разногласиям, считается, что эти силы объединились в своём стремлении удержать власть над русскими «арийцами».
После 1997 года российские скинхеды получали регулярную поддержку европейских и американских ультраправых. Ряд неонацистов и расистов (членов Ку-клукс-клана) из США, а также немецких ультраправых — представителей организаций «Германский народный союз», «Национальный народный фронт», «Союз правых», а также «Молодые викинги» и «Железный шлем» (две последние запрещены в Германии) совершали поездки в Россию с целью передачи опыта и снабжения российских скинхедов неонацистской литературой, аудиокассетами и униформой. 5 декабря 1998 года скинхеды и неонацисты впервые в истории Москвы беспрепятственно провели марш через исторический центр города с лозунгами «Россия — для русских, Москва — для москвичей» и др.
Часть российских неонацистских организаций входит в международный «Всемирный союз национал-социалистов» (World Union of National Socialists, WUNS, основан в 1962 году). По состоянию на 2012 год к числу официально зарегистрированных членов союза относятся шесть российских организаций: «Национальное сопротивление», Национал-социалистическое движение «Русский дивизион», Всероссийское общественное патриотическое движение «Русское национальное единство» (РНЕ), Национал-социалистическое движение «Славянский союз» (запрещено решением суда в июне 2010 года) и другие. Не входят в ВСНС организации: Национал-социалистическое общество (НСО, запрещено решением суда в 2010 году), Русский общенациональный союз (РОНС; запрещён в сентябре 2011 года) и др.
К числу неонацистских организаций радикального крыла, использующих террористические методы борьбы, принадлежали группировки скинхедов: «Легион „Вервольф“» (ликвидирована в 1996 году), «Шульц-88» (ликвидирована в 2006 году), «Белые волки» (ликвидирована в 2008—2010 годах), «Новый порядок» (прекратила существование), «Русская цель» (прекратила существование) и др.
22 марта 2015 года в Санкт-Петербурге прошёл «Международный русский консервативный форум», в котором приняли участие представители европейских правых и ультраправых партий и объединений из Бельгии (Евро-Русь), Болгарии (Атака), Великобритании (Британский союз), Германии (Национал-демократическая партия Германии), Греции (Хриси Авги), Дании (Датская партия), Испании (Национальная демократия), Италии (Новая сила, Лига Ломбардии), России (Родина), Швеции (Партия шведов) и отдельные ультраправые деятели. Некоторые из этих организаций характеризуются как неонацистские или неофашистские. Фактически форум был организован Санкт-петербургским отделением партии «Родина», формальным организатором выступил «Русский национальный культурный центр — Народный дом».
Некоторые российские СМИ, занимающие радикальную позицию, фактически оправдывают и поддерживают скинхедов. Так, корреспондент газеты «Завтра» (1998) пытался выдать нападения последних на студентов РУДН за обычные потасовки между молодыми парнями, а также демонизировал чернокожих студентов, по его словам, охотившихся за невинными русскими подростками и готовивших для них «камеры пыток». Он утверждал, что под разговоры о борьбе с расизмом студенты несправедливо обвиняют русских в «фашизме» и стремятся ввести свой «интернациональный порядок». Спустя несколько месяцев газета «Завтра» опубликовала гневное письмо читателей, которые протестовали против ареста скинхеда С. Токмакова, избившего Уильяма Джефферсона, «чёрного» охранника посольства США. Авторы объявили, что «в Москве — хозяева кто угодно, только не русские». Антииммигрантские настроения скинхедов опираются в том числе на алармические рассуждения российских журналистов об иммиграции и её последствиях, что неоднократно фиксировалось журналистами, беседовавшими со скинхедами. Журналисты нередко отводят гнев скинхедов от чиновников, которые ответственны за такие проблемы как волокита с выдачей иммигрантам необходимых документов, невнятная иммиграционная политика, высокий уровень коррупции и др. и направляют эти эмоции против самих иммигрантов.

## Участие в российско-украинской войне

Эмблема неонацистской боевой группы ДШРГ «Русич»

Политолог Александр Докич в своей статье описывает ситуацию в РФ перед российским вторжением в Украину 2022 года, когда Россия десятилетиями взращивала имперские праворадикальные идеи, показывающие все признаки нацизма — неприятие либеральной демократии, ненависть к иным, научный расизм и призывы к истреблению людей по определённому признаку. Некоторые, например национал-большевики депутата Захара Прилепина, распространяют смесь нацизма и сталинизма. Другие придерживающиеся экстремистских взглядов являются сторонниками традиционного православного русского империализма, к ним относятся руководство РПЦ, Игорь Гиркин, Константин Малофеев и Егор Холмогоров. Евразийство Дугина — переосмысление протофашистских концепций российских мыслителей начала XX века. Участники батальона Русич — неонацисты, неоязычники, этнонационалисты, приверженцы «чистой славянской расы».
По сообщениям СМИ, неонацисты из России принимали участие в военных действиях как на стороне непризнанных республик ДНР и ЛНР, так и на стороне ВСУ и проукраинских добровольческих формирований. В 2014 году различные неонацистские организации воевали против украинцев во время первой фазы российско-украинской войны, в том числе были замечены РНЕ, Русское имперское движение и прочие организации. Французский социолог и политолог Марлен Ларюэль сообщила об участии членов РНЕ в вооружённой борьбе на стороне сепаратистов. Социолог Н. А. Митрохин отмечает, что один из отрядов под названием ДШРГ «Русич» состоит из неонацистов из Санкт-Петербурга и воюет под знаменем со свастикой, стилизованной в виде «коловрата».
В 2022 году одной из целей российского вторжения на Украину официально названа «денацификация», при этом российская пропаганда рассказывает, как силы РФ в ходе вторжения России на Украину непрерывно «уничтожают», «ликвидируют» или берут в плен украинских «националистов», «неонацистов» и «бандеровцев». В действительности речь идёт о любых украинских военных любых политических взглядов. Из-за боевых действий погибли уже и тысячи мирных украинцев. В то же время замалчивалось, что на стороне РФ воюют россияне-неонацисты, открыто прославляющие Гитлера.
Российские вебсайты принялись упоминать нацизм на беспрецедентном уровне с 24 февраля 2022 года, с дня полномасштабного нападения России на Украину, в попытке оправдать действия РФ и вызвать поддержку войны её жителями. Россияне понимают нацизм не как преследование евреев, а как анти-СССР. Поэтому они не видят противоречия, называя государство с президентом-евреем нацистским. Многие россияне действительно верят, что РФ ведёт войну против нацизма. Отсылка к нацизму помогает россиянам оправдывать преступления российских военных в Украине, в Буче.
Российские неонацисты из РНЕ поддержали вторжение России на Украину и проявили желание воевать против украинцев. Репортаж позволили показать по местному ростовскому телевидению, хотя организация признана экстремистской.
5 апреля 2022 года глава ДНР Денис Пушилин вручил награды «особо отличившимся в операции по освобождению Донбасса». На рукаве одного из награждённых военных журналисты заметили нашивку в виде слегка изменённой нашивки дивизии СС «Мёртвая голова» («Тотенкопф»).
29 апреля 2022 года президент Украины Владимир Зеленский заявил, что американский ленд-лиз «поможет Украине и всему свободному миру преодолеть идейных наследников нацистов, развязавших войну против нас».
По данным немецкой разведки от мая 2022 года, на стороне России воюют как минимум две неонацистских ультраправых группировки, это «Имперский легион» и ДШРГ «Русич».
Российско-белорусский неонацистский деятель Сергей Коротких принимал участие в боях на стороне Украины.
В связи со вторжением на Украину и возможными военными преступлениями Россия неоднократно подвергалась обвинениям в неонацизме и неофашизме, главным образом со стороны Украины.

## Символика

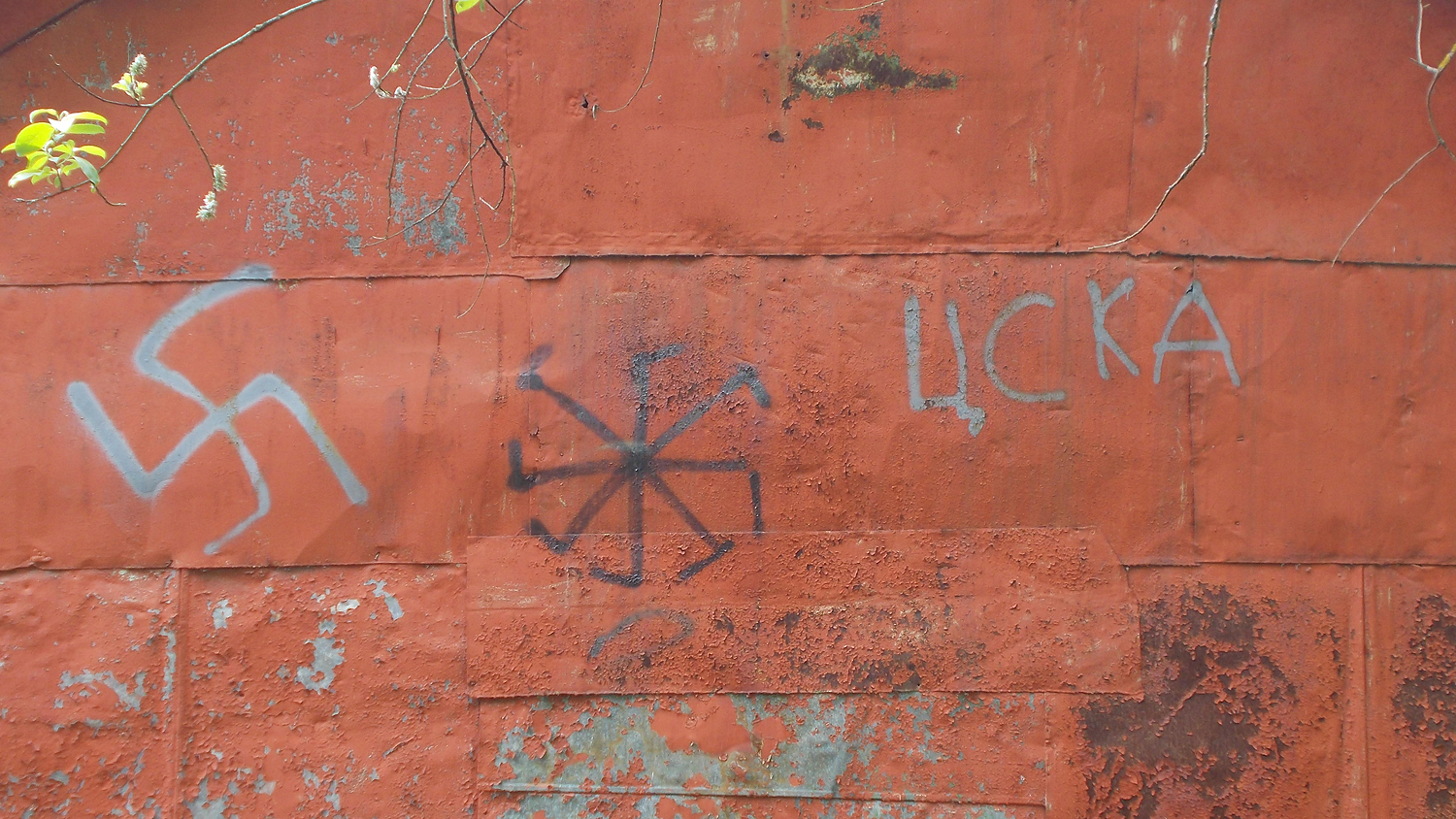
Свастика и «коловрат», Электросталь, 2020

Распространёнными символами российских скинхедов, помимо свастики и «коловрата», являются: «88» (условное обозначение для нацистского приветствия «Heil Hitler»), «14», ZOG (Zionist Occupation Government), WP (White Power), рунические знаки. Эти символы были заимствованы от западных неонацистов и расистов. Особенно популярным является «кельтский крест» и косой «конфедератский» крест с 13 звёздами (символ южных штатов США эпохи Гражданской войны, используемый затем Ку-клукс-кланом). Популярны нашивки с изображением российского государственного флага. За «доблесть» в борьбе с «инородцами» скинхед наделяется правом носить белые шнурки на ботинках. Большой символический смысл имеют особенности поведения, одежда, её детали, жаргон, ритуалы посвящения. Убийство «инородца» рассматривается как наиболее верный путь к повышению авторитета. Используются лозунги «Россия для русских», «Москва для москвичей», «Слава России!» и др.
Во время российского вторжения в Украину стал популярен символ Z, который используется как обозначение поддержки войны. По смысловой нагрузке и применению этот символ сравнивают со свастикой во времена второй мировой войны.

## Идеология
С мая 1995 по 2002 год действовало молодёжное «Новое общественное русское движение (НОРД)» Г. И. Шепелева, чей манифест был близок идеям неонацистского журнала «Атака». Манифест основан на неоязыческих идеях («солнечной идеологии» и «принципах нордизма») и призывает к установлению «русской власти» в стране, опирающейся на антидемократическую платформу «иерархии», которую якобы завещали «древнейшие северные предки». Представители движения разделяли идеи Ницше, подчёркивали религиозное родство древних германцев и славян и заявляли о непрерывной линии преемственности от первобытных «арийцев» через древних славян к русскому православию.

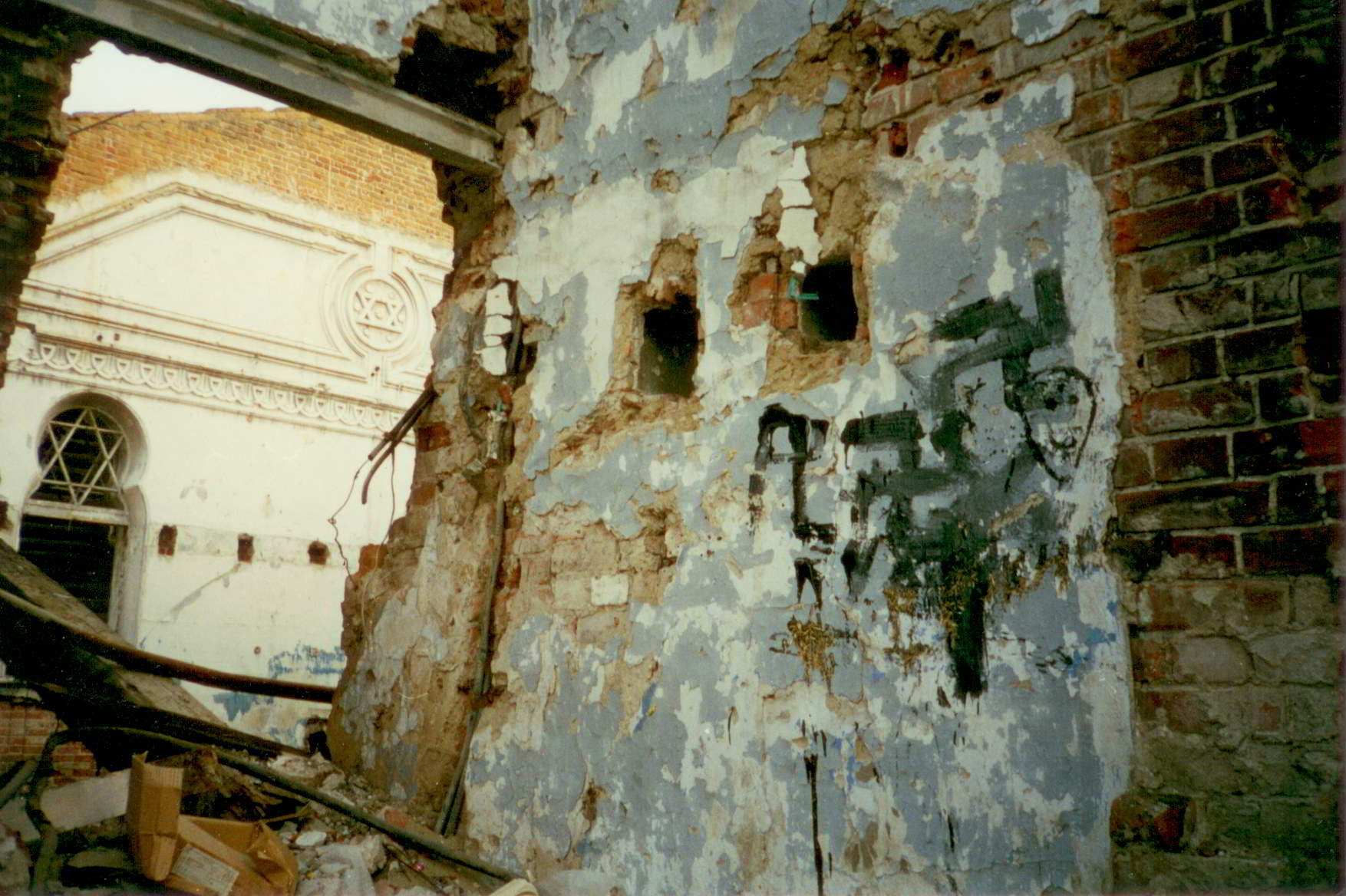
Тюменская синагога, 1996

Одной из крупнейших партий русских национал-экстремистов до конца 1990-х годов было неонацистское общественно-политическое движение «Русское национальное единство» (РНЕ) Александра Баркашова, основанное в 1990 году. В конце 1999 году РНЕ предприняло неудачную попытку принять участие в выборах в Государственную Думу. Баркашов рассматривал «истинное православие» как сплав христианства с язычеством, выступал за «Русского Бога» и якобы связанную с ним «арийскую свастику». Он писал об атлантах, этрусках, «арийской» цивилизации как прямых предшественниках русской нации, об их многовековой борьбе с «семитами», «мировом еврейском заговоре» и «господстве евреев в России». Символом движения была модифицированная свастика. Баркашов был прихожанином «Истинно-православной („катакомбной“) церкви», и первые ячейки РНЕ формировались как братства и общины ИПЦ.
Идеология российского неонацизма тесно связана с идеологией славянского неоязычества (родноверия). В ряде случаев между неонацистами и неоязычниками имеются также организационные связи. Так, один из основателей русского неоязычества, бывший диссидент Алексей Добровольский (языческое имя — Доброслав) разделял идеи национал-социализма и перенёс их в своё неоязыческое учение. Свою идеологию Доброслав называл «русским национал-социализмом». Он был духовным лидером радикального крыла русского неоязычества. По мнению историка Р. В. Шиженского, Добровольский воспринял идею свастики из работы нацистского идеолога Германа Вирта (первого руководителя Аненербе). Восьмилучевой «коловрат», состоящий из двух наложенных друг на друга свастик, в славянском неоязычестве считающийся древнеславянским знаком Солнца, Добровольский (1996) объявил символом бескомпромиссной «национально-освободительной борьбы» против «жидовского ига». По мнению Добровольского, смысл «коловрата» полностью совпадает со смыслом нацистской свастики. Историк Л. С. Клейн выделяет две противоборствующие тенденции в российском славянском неоязычестве: первая — форма религиозных исканий, стремление к духовному единению с родной природой, здоровому образу жизни, религиозная модификация движения зелёных; вторая — форма националистической пропаганды, самоорганизации шовинистов, религиозное оформление российских неонацистов.
Бывший комсомольский активист Илья Лазаренко стал одним из основателей «Союза русской молодёжи». В 1992—1994 годах он возглавлял выросшее из этого «Союза» неонацистское молодёжное движение «Фронт национал-революционного действия», заявлявшее о приверженности православию. Он издавал газеты «Наш марш» (1992—1993) и «Народный строй» (1993—1996). В марте 1996 года против Лазаренко было возбуждено уголовное дело, и он стал первым осуждённым по статье за разжигание национальной розни. Находясь под следствием, Лазаренко порвал с православием и под влиянием идей основателя эзотерического гитлеризма Мигеля Серрано в 1996 году в день рождения Гитлера основал в Москве неоязыческое неонацистское «Общество Нави» («Священную церковь белой расы»). В октябре 1994 года Лазаренко стал лидером молодёжной неонацистской партии «Национальный фронт». «Общество Нави» основывалось на поклонении двум якобы славянским богам, Яви и Нави, и практиковало форму одежды и ритуалы, сходные с ку-клукс-клановскими. Учение «церкви» являлось соединением идей славянского неоязычества с индоарийскими и зороастрийскими верованиями. «Белых людей» Лазаренко отождествлял исключительно с русскими. Основным атрибутом сторонников движения были повязки со свастикой. Также атрибутика включала новгородский (кельтский) крест с вписанной в него свастикой, рунические надписи, череп барана и меч Зигфрида. Одной из своих задач движение ставило истребление людей, отличающихся физическим уродством. В 2005 году Лазаренко покаялся и вернулся в православие. Лазаренко предсказывал приход «Третьей Руси», «тысячелетней национал-социалистической Империи», призванной открыть «эпоху Новой Сакральной Цивилизации».
Против «великодержавия» и имперской идеи, ассоциируемых с «Евразийским проектом» выступал Алексей Широпаев. Он не разделяет антизападничества: на «белом» Западе он предлагает искать расовых союзников. Широпаев высказывает сомнения в единстве русского народа и рассматривает его как конгломерат субэтносов, различающихся как психологически, так и физиологически. По этой причине он выступает сторонником русского сепаратизма, полагая, что в нескольких небольших русских по составу государствах будет легче отстаивать интересы русских, чем в большой многонациональной империи. Их центром притяжения, по его мнению, должна стать «Великая Русь», включающая центральные и северо-западные районы России. Она должна стать гомогенной в «культурно-расовом» отношении и ориентироваться на немецкие расовые идеи. Этот этап Широпаев рассматривает как промежуточный на пути к периоду, когда конфедерация русских республик станет плацдармом для «новой белой колонизации» и образования «современной неоколониальной империи». Позднее Широпаев заявлял об идее разделения России на семь русских республик и превращение её в «федеративное содружество наций», где нация понимается не в этническом, а в политическом смысле. Вместе с Ильёй Лазаренко Широпаев утверждал, что проект «российской нации» провалился, поскольку в приоритете у населения России сохраняется этничность. С этими идеями Лазаренко и Широпаев выступали на Десятых Старовойтовских чтениях 22 ноября 2013 года в Высшей школе экономики в Москве. Центральный федеральный округ Широпаев предложил преобразовать в Республику Залесская Русь и формировать в ней «залесское самосознание». Лазаренко руководит движением «Залесская Русь».
Родноверие является популярной религией российских скинхедов. Эти скинхеды, однако, обычно не практикуют свою религию. На суде по делу организации скинхедов «Шульц-88» во второй половине 2005 года фигурировали брошюра Добровольского «Язычество как духовно-нравственная основа русского национал-социализма» и неоязыческий журнал «Гнев Перуна». К родноверам относили себя члены неонацистской группировки «Боевая террористическая организация Невограда» (БТО), разгромленной милицией в 2006 году. Они выпускали самиздатовские журналы расистско-неоязыческой направленности, где развивали идеи создания «новой нордической расы». Они призывали к «языческой революции», для приближения которой охотились на людей «неславянского вида».
В большом числе сочинений члены «ведического центра» «Внутренний предиктор СССР» продвигают идею, что Сталин был антагонистом Ленина и преобразовал коммунистическое движение, искажённое марксистским интернационализмом, в националистическое и подлинно социалистическое (национал-социалистическое). По мнению этих авторов, Сталиным была восстановлена и увеличена Российская империя путём покорения других народы и подавлены евреев, а насущная задача патриотов состоит в возрождении исконной языческой веры, сталинизма и сталинской державы. Организованное этим «ведическим центром» движение «К Богодержавию» было зарегистрировано в 70 городах.

## Демография

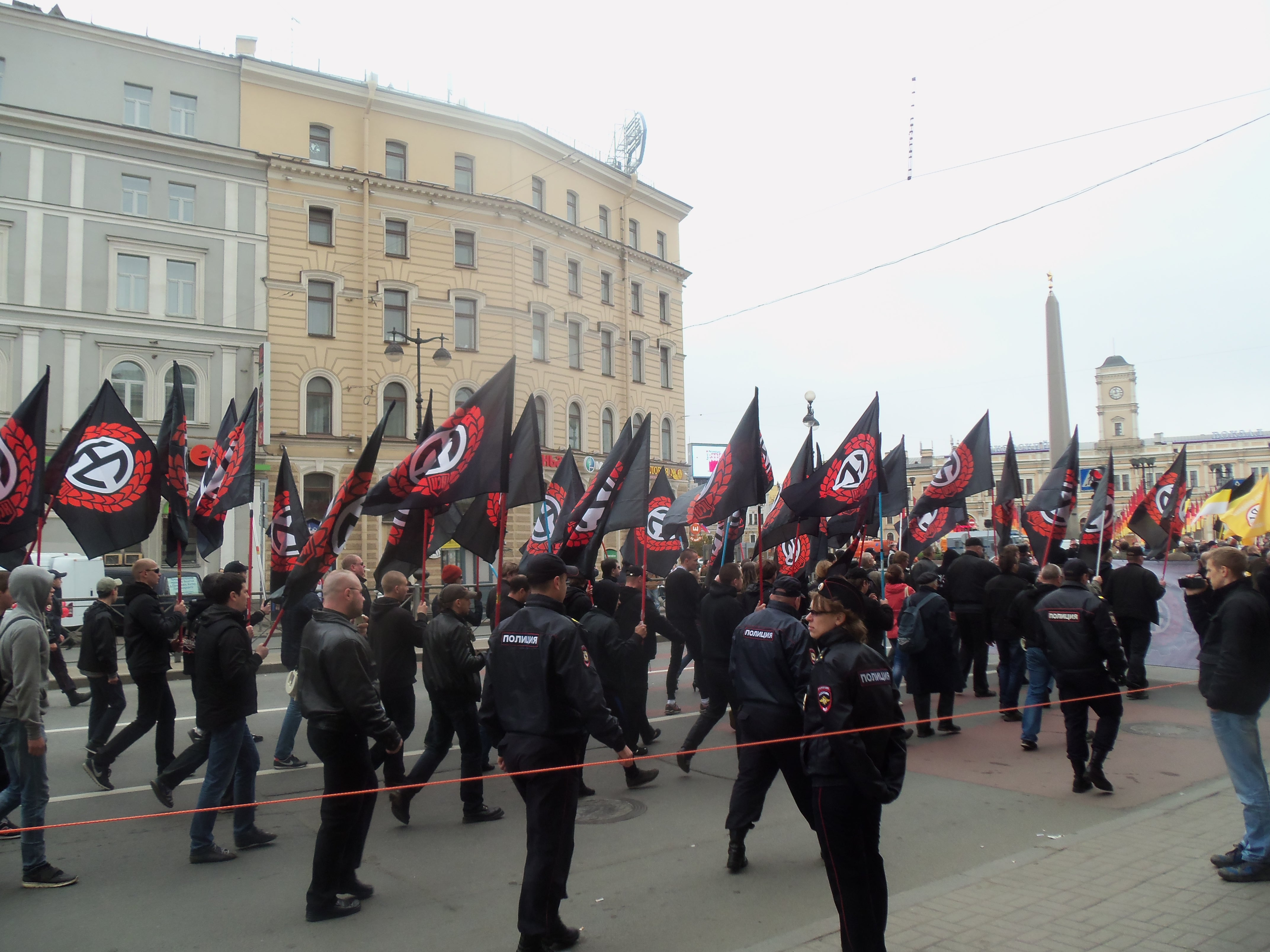
Участники неонацистской организации «Национальная социалистическая инициатива» на первомайском шествии в Санкт-Петербурге, 2014

По данным на основе включённого наблюдения, осуществлявшегося в 1996—2008 годах адвокатом и исследователем С. В. Беликовым, первые «бритоголовые» появились в Москве в начале 1990-х годов и их число составляло не более нескольких десятков. В 1993—1994 годах численность скинхедов в Москве достигла 150—200 человек, в эти же годы первые группировки «бритоголовых» начали возникать в крупнейших городах России (Санкт-Петербурге, Ростове-на-Дону, Волгограде, Нижнем Новгороде, Новосибирске, Екатеринбурге, Красноярске). В 1995—1996 годах общая численность скинхедов в России превысила 1000 человек, а их субкультура и идеология стали заметны в среде правого политического экстремизма. В 1996—1998 произошёл скачок численности и организованности: в 1998 году в Москве насчитывалось около 20 организованных объединений, появились печатные издания, фирмы, удовлетворявшие спрос на скин-атрибутику, а также музыкальные скин-группы. В 1998—2000 годах возросшее внимание милиции, ФСБ и общества привело к спаду скин-движения, которое избавилось от случайных людей. В 2000—2004 годы отмечался новый подъём, который закончился к 2004 после усиления репрессивных и сдерживающих мер со стороны государства и проведения ряда «показательных» судебных процессов. По оценкам Беликова, в 2002 году примерная численность скинхедов достигала 5—7 тысяч в Москве и около 2 тысяч в Санкт-Петербурге. Согласно оценкам, приводимым Александром Тарасовым и Семёном Чарным в докладах Московского бюро по правам человека, на 2004—2005 годы в России насчитывалось около 50 тысяч НС-скинхедов (источники данных и методика оценки не приводятся). К 2008 году численность членов фашистских скинхедских групп в России оценивалась от 20 тысяч до 70 тысяч членов.
По данным центра «Сова», количество жертв нападений по мотивам ненависти в различное время составляло до 700 человек в год (максимальные значения зафиксированы в 2008—2009 годах), к 2015 году это количество снизилось до 80 человек.
Прекращение роста численности и спад активности неонацистов эксперты связывают как с усилением противодействия со стороны правоохранительных органов, так и с событиями на Украине (Евромайдан и вооружённый конфликт на Донбассе), которые внесли раскол в неонацистское движение и оттянули часть праворадикалов.

## Противодействие
Деятельность неонацистских организаций и использование нацистской символики в России запрещены Федеральным законом «Об увековечении победы советского народа в Великой Отечественной войне 1941—1945 годов» от 19.5.1995 (№ 80-ФЗ, с изменениями от 22.8.2004, 9.2.2009) и Федеральным законом «О противодействии экстремистской деятельности» от 25.7.2002 (№ 114-ФЗ; с изменениями от 27.7.2006, 10.5.2007, 24.7.2007, 29.4.2008).
В 2015 и 2016 годах в ООН Россия вносила Резолюцию по борьбе с героизацией нацизма, которая содержала озабоченность в отношении прославления нацистского движения и осквернения или разрушения памятников тем, кто боролся против нацизма в годы Второй мировой войны. 16 декабря 2020 года резолюция была принята Генеральной Ассамблеей ООН.
В 1994 году в Москве действовала неонацистская группа «Легион „Вервольф“», идеологию которой составляли основные положения германского нацизма, включая борьбу с «недочеловеками». Участники изучали «Майн кампф» Гитлера и готовились к борьбе с евреями, коммунистами и демократами. Группа придерживалась неоязыческих идей, склоняясь к идеологемам германского неоязычества. Она просуществовала несколько месяцев и летом 1994 года была ликвидирована московскими правоохранительными органами.
В 2004 году проходил процесс над членами неонацистской группировки «Шульц-88», действовавшая на территории Санкт-Петербурга и Ленинградской области с апреля 2001 до марта 2003 года. Члены группировки совершали нападения на лиц «неславянской» внешности, иудеев и представителей молодёжных субкультур, враждебных НС-скинхедам. Членами группировки были, в частности, Алексей Воеводин и Дмитрий Боровиков, лидеры группировки НС-скинхедов «Mad Crowd». Главным экспертом по делу «Шульц-88» выступал петербургский учёный-этнограф Н. М. Гиренко. Он был убит 19 июня 2004 года. В ходе судебного разбирательства коллегия присяжных заседателей Санкт-Петербургского городского суда признала виновными членов банды Боровикова — Воеводина («Боевая террористическая организация», БТО), в том числе и в убийстве Гиренко. Приговором Санкт-Петербургского городского суда от 14 июня 2011 года главарь банды Воеводин и другой участник группировки Артём Прохоренко были приговорены к пожизненному лишению свободы. Другие члены группировки были приговорены к различным срокам лишения свободы.
14 декабря 2005 года 6 членов группировки НС-скинхедов «Mad Crowd» были приговорены к различным срокам заключения за нападение на лиц «неславянской» внешности. Группировка действовала в 2002—2003 годах в Санкт-Петербурге и возглавлялась Русланом Мельником, Алексеем Воеводиным и Дмитрием Боровиковым. На момент судебного разбирательства члены группировки создали законспирированную террористическую организацию «Боевая террористическая организация» (БТО). Боровиков погиб в 2006 году от смертельного ранения при задержании. В 2011 году 12 членов группировки «Mad Crowd» были признаны судом присяжных виновными в совершении ряда убийств, в том числе убийстве 8-летней девочки Хуршеды Султоновой, бандитизме, незаконном хранении оружия. Два члена банды — Алексей Воеводин и Артём Прохоренко — были приговорены к пожизненному лишению свободы, другие получили от 3 до 18 лет лишения свободы, несколько человек были приговорены к лишению свободы условно.
15 августа 2007 года был арестован студент, который разместил в Интернете видеоролик, известный под названием «Казнь таджика и дагестанца». На фоне флага нацистской Германии скинхеды организуют расправу над двумя мусульманами-нелегальными мигрантами. Ответственность за расправу на себя взяла Национал-социалистическая партия Руси.
15 мая 2008 года Мосгорсуд вынес обвинительный приговор по террористическому акту на Черкизовском рынке. Теракт был осуществлён 21 августа 2006 года. В результате него погибли 14 человек, в том числе двое детей, был ранен 61 человек. Среди погибших были шестеро граждан Таджикистана, три гражданина Узбекистана, гражданка Белоруссии, гражданин Китая и двое российских граждан. Все подозреваемые были членами неонацистской террористической организации «СПАС». Обвиняемые были приговорены на сроки от двух лет до пожизненного лишения свободы. К пожизненному лишению свободы приговорены Николай Королёв, Илья Тихомиров, Олег Костарев и Сергей Климук.
В 2008—2009 годах было задержано несколько членов неонацистской группировки «Общество белых-88», действовавшая в Нижнем Новгороде с 2008 года. Студенты Александр Дегтярёв и Артём Сурков совершили четыре убийства и девять покушений на убийство лиц «неславянской» внешности. Дегтярёв был задержан в декабре 2008 года сразу после того, как из охотничьего гладкоствольного ружья он застрелил своего преподавателя. В июне 2010 года Нижегородский областной суд приговорил Александра Дегтярёва к пожизненному лишению свободы, Артёма Суркова и Максима Алёшина — к лишению свободы на 10 и 9,5 лет соответственно.
В 2008—2010 годах были осуждены члены группировки НС-скинхедов, возглавляемой Артуром Рыно и Павлом Скачевским. Рыно утверждал, что с августа 2006 года он убил 37 лиц «неславянской» внешности, из них около 20 — со своим приятелем Скачевским. В декабре 2008 года студенты Артур Рыно и Павел Скачевский получили по десять лет в исправительной колонии общего режима. Другие члены группировки также были приговорены к длительным срокам заключения.
В серии убийств и покушениях на убийства были обвинены участники неонацистской группировки «Боевая организация русских националистов» (БОРН). В 2011 году за убийство адвоката Станислава Маркелова и журналистки Анастасии Бабуровой к пожизненному лишению свободы был приговорён один из лидеров и создателей организации Никита Тихонов, а его сожительница Евгения Хасис получила 18 лет лишения свободы. В апреле 2015 года Максим Баклагин и Вячеслав Исаев были приговорены к пожизненному лишению свободы, Михаил Волков был приговорён к 24 годам заключения. В июле 2015 года к пожизненному лишению свободы был приговорён создатель группировки Илья Горячев за организацию банды, пяти убийств и незаконный оборот оружия. Приговор Рыно и Скачевскому был оглашён 8 апреля 2010 года, судья Мосгорсуда Эдуард Чувашов, вынесший приговор по этому делу, был убит 12 апреля 2010 года членами БОРН.
В 2011 году был вынесен приговор девятерым членам группировки скинхедов «Фольксштурм». В 2013 году одним из двоих осуждённых скинхедов стал Александр Соловьёв — один из лидеров группировки
В январе 2014 года Следственный комитет РФ сообщил о задержании в Свердловской области находившегося в розыске с 2008 года 25-летнего члена группировки. Группировка действовала в Екатеринбурге в 2006—2008 годах. Названа в честь отрядов народного ополчения нацистской Германии. Является доказанным, что члены группировки совершили три убийства и восемь покушений на убийства лиц «неславянской» внешности, избили 20 мигрантов. Свои действия скинхеды документировали, снимая их на видео и размещая в интернете.
5 мая 2011 года Петербургский городской суд вынес обвинительный приговор членам группировки НС-скинхедов «Линкольн-88», действовавшей в Санкт-Петербурге с августа по декабрь 2007 года. Андрей Линок привлёк более 22 человек к участию в группировке. Члены группировки совершили 12 нападений на лиц «неславянской» внешности, в том числе 2 убийства и 1 покушение на убийство. 8 нападений были сняты на видео и выложены в сеть Интернет. Суд признал виновными 19 членов группировки, 10 подсудимых были приговорены к лишению свободы сроком от 4 до 9 лет, остальным было назначено условное лишение свободы на различные сроки.
В июне 2014 года были вынесены приговоры неонацистской группировке NS/WP «Невоград» по обвинению в убийствах, террористическом акте, возбуждении ненависти по расовому и национальному признаку, незаконном обороте оружия и боеприпасов.
23 октября 2017 года Московский городской суд приговорил членов неонацистской группировки «Чистильщики», в период с июля 2014 года по февраль 2015 года убивших более 15 человек, — Павла Войтова к пожизненному лишению свободы, Елену Лобачёву — к 13 годам лишения свободы и Максима Павлова — к 9 годам 6 месяцам лишения свободы с отбыванием наказания в колонии общего режима. Владислав Каратаев был приговорён к 16 годам, а Артур Нарциссов — к 9 годам и 6 месяцам лишения свободы с отбыванием в колонии строгого режима. В качестве жертв члены группировки выбирали граждан, по их мнению, нарушающих общепринятые нормы поведения: лиц без определённого места жительства, занимающихся попрошайничеством, злоупотребляющих спиртными напитками и находящихся в состоянии алкогольного опьянения.
Скинхедам и неонацистам пытаются противодействовать молодые антифашисты. Если в самом начале 2000-х годов антифашистов было ещё сравнительно немного, и они часто становились лёгкими жертвами праворадикальной молодёжи, то к середине 2000-х годов движение выросло. Это движение также привлекает футбольных фанатов, но тех, кто недоволен действиями неонацистов. В 2005—2006 годах столкновения становятся регулярными. 4 ноября 2006 года петербургские антифашисты стремились помешать проведению в городе шовинистического «Русского марша». В связи с этим скинхеды-праворадикалы поставили себе ещё одну цель охоты на антифашистов, в результате чего ряд антифашистов был убит.

## Издательства и периодические издания

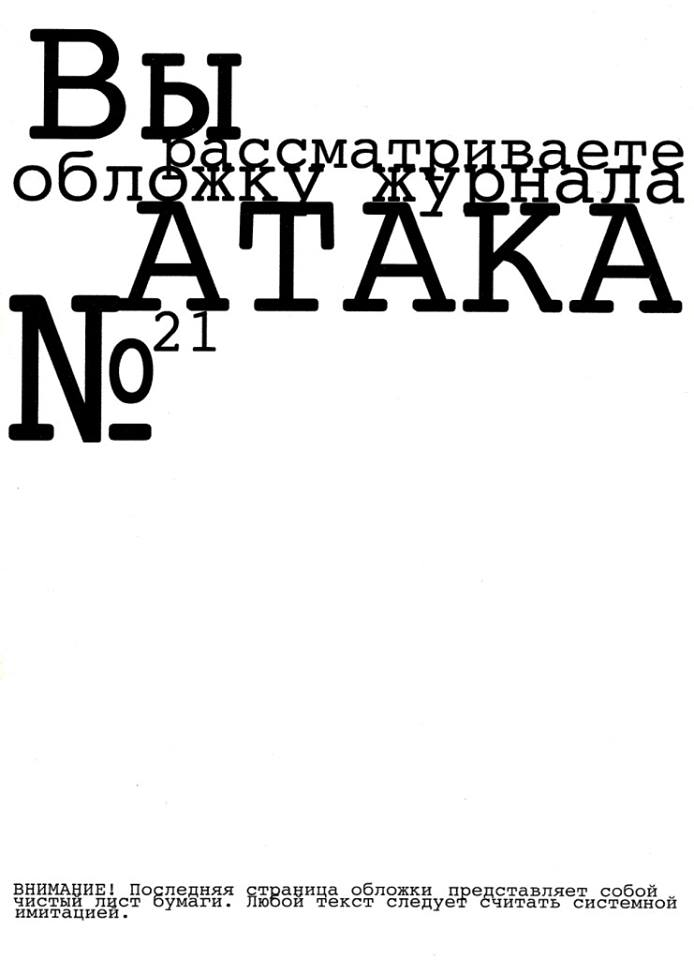
Журнал «Атака», выпуск 21

Петербургские правозащитники Руслан Линьков и Юрий Вдовин неоднократно обращались к властям с требованием провести проверку по фактам выпуска издательством «Белые альвы» «всевозможной нацистской литературы». В Санкт-Петербурге книги издательства «Белые альвы» распространяла газета «За русское дело».
В 1999 году Владимир Авдеев (создатель учения «расологии» о превосходстве нордической расы) основал серию книг «Библиотека расовой мысли» издательства «Белые альвы», под грифом которой публиковал сочинения российских расовых теоретиков и классиков западной расовой теории, в частности, переиздал известное расистское сочинение начала XX века книгу Людвига Вольтмана «Политическая антропология», а также произведения Ханса Гюнтера, пропагандиста расовой антропологии в период нацизма.
В разные годы издавалась фашистская газета «Русский реванш», неонацистская газета «Земщина», расистский журнал «Наследие предков» (П. В. Тулаев), неонацистский журнал «Атака».
«Московская славянская языческая община» выпускала журнал «Сокол», занимавший неонацистскую позицию.

## Искусство
Популярным у русских неоязычников является казанский художник Константин Васильев (1942—1976). В 1968—1969 годах он заинтересовался искусством нацистской Германии, творчеством Фридриха Ницше и Рихарда Вагнера. Васильев разделял культ сильной личности, образы сверхчеловека и «арийского прошлого» и «суровых северных богов», которые он пытался адаптировать к «изначальной Руси». Его эпические полотна наполнены воинственным духом и исполинской силой. Особенно популярна у русских неоязычников стала его картина «Илья Муромец побеждает христианскую чуму». В 1988 году в Москве был открыт Музей Константина Васильева, который возглавляется А. И. Дорониным, некоторое время тесно связанным с одним из основателей русского неоязычества Валерием Емельяновым. На территории музея проходят собрания русских неоязычников и националистов. Картины Васильева сопоставлялись с обращением европейских националистов к «арийскому» духу, к индоевропейским мифологическим верованиям. Раннее творчество Васильева в журнале «Вече» содержит заимствования из вагнеровского германизма.
В 1990-х годах в России появился ряд неонацистских рок-групп. Одной из наиболее популярных среди скинхедов рок-групп, является «Коловрат», созданный в 1994 году. Участники группы разделяют идеи грядущего торжества «белого мира», призывают «арийцев» к расовой войне. К числу других популярных групп принадлежат «Вандал» и T. N. F. (Terror National Front), записывающие песни на стихи популярного в этой среде поэта С. Яшина, прославляющие «белую расу» и «арийскую» идею. Близкие группы имеются в регионах — «Вантит» в Воронеже, «Фатерланд» в Самаре, «Хорст Вессель» и NS FRONT в Волгограде. Некоторые из них придерживаются «арийского стиля в музыке». Основатель группы «ДК» Сергей Жариков писал о безусловно языческом характере рок-культуры, поддерживал национальную идею и мессианизм. Со ссылкой на работы академика Б. А. Рыбакова он утверждал, что языческая идеология наиболее пригодна для борьбы за независимость Русской земли. Жариков стал издателем неонацистского журнала «Атака», уделяющего большое внимание неоязыческим идеям. Такие рок-группы представляют собой российскую разновидность неонацистского музыкального движения, развивавшегося в Англии и Германии с начала 1980-х годов в среде праворадикальной культуры скинхедов.